# エルベール2世 (ヴェルマンドワ伯)
エルベール2世（フランス語：Herbert II de Vermandois, 880年ごろ - 943年2月23日）は、ヴェルマンドワ伯、モー伯およびソワソン伯。シャンパーニュ地方を実際に支配した最初の領主である。

## 生涯
エルベール2世はヴェルマンドワ伯エルベール1世の息子で、カール大帝の子孫であった。907年に父の領地とソワソンのサン＝メダール修道院を継承した。エルベールは在俗修道院長の地位につき、各修道院からの収入を得ていた。また、西フランク王ロベール1世の娘との結婚により、モー伯領を手に入れた。
922年、スールフがランス大司教になった時、エルベール2世をなだめるために、スールフは自らの後継者はエルベールが選べるようにすると約束した。923年、エルベールは西フランク王シャルル3世を捕らえるという大胆な行動に出たが、シャルル3世は捕囚の身のまま929年に死去した。925年にスールフが死去し、西フランク王ラウールの支援のもと、当時5歳であった自らの次男ユーグをランス大司教の座につけた。さらにエルベールは教皇ヨハネス10世の承認を得るため使者を送り、教皇は926年に承認を与えた。この選出に伴い、幼年のユーグは勉学のためオセールに送られた。
926年、ラン伯ロジェ1世が死去し、エルベールは自らの長男ウードのためにラン伯領を要求した。ラウール王が抵抗する中、エルベールはランを手に入れ、その結果927年に両者の間で衝突が起こった。エルベールは捕えている前王シャルル3世を解放すると脅し、4年間ランを支配し続けた。しかし929年のシャルル3世の死後、931年にラウール王はランを攻撃し、エルベールに勝利した。同年、ラウールはランスに入り、エルベールの息子の大司教ユーグを倒し、アルトーが新たにランス大司教となった。エルベールは3年の間に、ヴィトリ、ラン、シャトー＝ティエリおよびソワソンを失った。エルベールと同盟を結んでいたドイツ王ハインリヒ1世の介入により、エルベールはラウールに降伏することでランおよびランスを除く領地を回復することができた。
後にエルベールは西フランク王ルイ4世に対抗するため、ユーグ大公やノルマンディー公ギヨーム1世と同盟を結んだ。ルイ4世は941年にランをロジェ1世の息子ロジェ2世に与えた。エルベールとユーグ大公はランスへ向かい、アルトーを捕らえ、エルベールの息子ユーグは再びランス大司教となった。942年にドイツ王オットー1世がヴィゼで介入し、この事態は正常化した。

## 死去と遺産
エルベールは943年2月23日に、ヴェルマンドワ伯領の首都サン＝カンタンで死去した。その広大な領土は息子たちの間で分割相続された。ヴェルマンドワとアミアンは年長の2人の息子ウードとアルベール1世が継承し、ロベールとエルベール3世はシャンパーニュ地方に散在する領地を継承した。ロベール、さらにエルベール3世の死により、ロベールの息子エルベール4世が最終的にシャンパーニュの全領土を継承した。エルベール4世の唯一の息子エティエンヌが1019年または1020年に男子なく死去し、エルベール2世の男系は断絶した。

## 子女
907年以前に西フランク王ロベール1世の娘アデルと結婚し、以下の子女をもうけた。
- ウード（910年ごろ - 944年） - アミアン伯、ヴィエンヌ伯[1]
- アデル（910年 - 960年） - フランドル伯アルヌール1世と結婚[1]
- アルベール1世（915年ごろ - 987年） - ヴェルマンドワ伯[1]
- エルベール3世（? - 980/5年） - オモワ伯。951年にイングランド王エドワード長兄王の娘でシャルル3世の寡婦エドギフと結婚[注釈 2][1]。
- ロベール（? - 966/8年） - モー伯、シャロン伯[1]
- リュートガルド（915年ごろ - 978年） - 940年にノルマンディー公ギヨーム1世と結婚[1]、943/4年にブロワ伯ティボー1世と結婚[注釈 3][12]。リューガルドとティボー1世の子孫が後にシャンパーニュ伯領を継承した。
- ユーグ（920年 - 962年） - ランス大司教[1]
- ギー1世（? - 986年） - ソワソン伯[13]